# Peloidi
Peloid je blato, (ili glina) koja se koristi u terapeutske svrhe, kao dio balneoterapije, odnosno ljekovitog kupanja. Peloidi se sastoje od humusa i minerala nastalih tijekom mnogo godina geološkim, biološkim, kemijskim i fizikalnim procesima.

Danas su dostupni brojni peloidi, od kojih su najpopularniji tresetne kaše, razne ljekovite gline koje se iskopavaju na raznim lokacijama širom svijeta te razne biljne tvari. Također, lječilišta često koriste lokalno dostupno jezersko i morsko blato te glinu.

Peloidni zahvati su također različiti; najčešći od njih su peloidni oblozi, peloidne kupke i peloidni oblozi koji se nanose lokalno na dio tijela koji se tretira.
Peloidni oblozi, a posebno treset, koriste se u Europi za ljekovite kupke i obloge zadnjih 200 godina.

Priprema peloida razlikuje se u različitim toplicama. Obično peloidi sazrijevaju do 2 godine u posebnim umjetnim jezercima u kojima se prirodna ("djevičanska") glina miješa s mineralnom, termomineralnom ili morskom vodom koja izvire u blizini toplica ili unutar zgrada toplica.

Tretmani peloidima koriste se za reumatske poremećaje, osteoartritis, ginekološke poremećaje, išijas, kožne bolesti, traume i još mnogo raznih tegoba i oboljenja.

Peloidi se široko koriste u kozmetologiji u obliku maski za lice. Primjena peloidne maske rezultira blagim pilingom, kratkotrajnom hidratacijom i promjenom sadržaja ulja u gornjem sloju kože, epidermisu koji se sastoji od mrtvih oljuštenih slabo zbijenih stanica. Međutim, nema znanstvenih dokaza o bilo kakvom učinku na temeljne dublje slojeve kože ispod epiderme ili na dugoročno zdravlje kože, poput stvaranja bora, dispigmentacije i gubitka elastičnosti.